# Жеаль, Жозе
Жозе Жеаль (фр. José Géal; псевдоним Тоон VII; род. 11 марта 1931) — бельгийский режиссёр, актёр и владелец театра кукол «Королевский театр Тоона». Почётный гражданин Брюсселя.
Профессиональный кукловод, Жозе Жеаль был в течение двух лет актёром Национального театра Бельгии, а в 1954 году создал Theatre des Enfants, ставший первым профессиональным кукольным театром в Бельгии. Получив медаль на Всемирной выставке 1958 года, занялся режиссурой программ для радио и телевидения. В 1960-х годах был актёром на телевидении и создал кукольные мини-сериалы Plum-Plum и Bonhommet et Tilapin", где управлял и озвучивал большинство кукол. В 1962 году на встрече в Варшаве был избран Президентом международного союза марионеточников.
Возглавил театр Тоона, в котором для представлений используются крупные и детализированные куклы-марионетки, создаваемые из дерева. в декабре 1963 года; при нём театр в 1966 году переехал на Гран-плас. В 1971 году заключил соглашение с правительством Брюсселя о помощи театру. Стал первым из руководителей театра Тоона, начавшим переводить текст постановок на разные языки, что существенно повысило его популярность для туристов и позволило выступать с международными гастролями.
Отошёл от дел в декабре 2003 года, передав управление театром своему сыну Николя. 
В 2004 году был награждён Орденом Леопольда I — высшей государственной наградой Бельгии.